# Synagogue d'Asmara
La synagogue d'Asmara (en hébreu : בית הכנסת של אסמרה) est le principal bâtiment juif de la capitale de l'Érythrée. 

## Historique
Érigée en 1906, la synagogue d'Asmara est alors l'unique lieu de culte de la petite communauté érythréenne, originaire de la péninsule Arabique et implantée principalement à Massawa et à Asmara.
Jusque dans les années 1950, la communauté juive d'Asmara compte près de 500 personnes pour près d'un million d'Érythréens. Relativement peu inquiétés durant la période fasciste, il n'en est pas de même durant la dictature de Mengistu Haile Mariam, à partir de 1974. Le régime pousse nombre de Juifs à quitter le pays, réduisant la communauté à quelques dizaines de membres après le départ du dernier rabbin, en 1975[réf. nécessaire].

## Localisation
La synagogue se trouve à l'angle des rues Senafe et Seraye, à moins de 150 mètres du cinéma Impero.